# NGC 4932
NGC 4932 је спирална галаксија у сазвежђу Ловачки пси која се налази на NGC листи објеката дубоког неба.
Деклинација објекта је + 50° 26' 21" а ректасцензија 13h 2m 37,5s. Привидна величина (магнитуда) објекта NGC 4932 износи 13,7 а фотографска магнитуда 14,4. NGC 4932 је још познат и под ознакама UGC 8150, MCG 9-21-89, CGCG 270-40, PGC 45015.